# Kelčany
Kelčany (in tedesco Keltschan) è un comune della Repubblica Ceca facente parte del distretto di Hodonín, in Moravia Meridionale.